# Río Porce
El río Porce es un río colombiano que pertenece al departamento de Antioquia. Nace de la confluencia de dos importantes ríos: el río Medellín y el río Grande, entre los municipios de Donmatías, Santa Rosa de Osos y Santo Domingo. 
El río Porce es a veces considerado de manera errónea como una extensión del río Medellín. Esto se da ya que el río Medellín, a su paso rumbo hacia el norte por la ciudad de Barbosa se interna en el territorio limítrofe entre el Norte y Nordeste Antioqueño, recibiendo unos kilómetros aguas abajo al reducido río Grande, que debido a los proyectos hidroeléctricos y de aprovechamiento múltiple fue desviado hacia las centrales de Niquía y Tasajera, donde una sección importante del río Grande se une artificialmente al río Medellín por medio de un canal artificial ubicado en cercanías al Parque de las Aguas, denominado el Vertedero Tasajera. Este hecho que redujo el caudal del río Grande en su lecho natural ha posibilitado la historia de que el río Porce sea una prolongación del río Medellín; cuando en realidad este último confluye al primero. 

El río “completo”, es decir, con la suma de sus dos secciones, tiene las siguientes dimensiones:
- La  primera sección es la de sus fuentes formadoras:

El río Medellín, nace en el alto de San Miguel en el municipio de Caldas a 3100 m s. n. m., al sur de Medellín y del Valle de Aburrá, y posee en total una longitud de 100 km, recogiendo importantes quebradas como la Valeria, la Miel, la Doña María, Santa Elena, Iguaná, El Hato, García, Piedras Blancas, Ovejas, Buga, entre otras. Este río es sumamente contaminado y carente de vida macroscópica vertebrada. Sin embargo mantiene una cuenca mucho más estable que la del otro río formador.
El río Grande, nace por su parte en la vereda San Bernardo de Santa Rosa de Osos a 2900 m s. n. m. aproximadamente y en un recorrido similar en longitud al río Medellín llena los embalses Ríogrande I Y II, por lo cual es dividido artificialmente en 2 tramos que confluyen en 2 puntos distintos: El primero en el canal  "Vertedero La Tasajera" en Barbosa, que es donde desembocan las aguas del río Grande que llegan al embalse Riogrande II; y el segundo, en el cauce natural cerca del Puente Gabino, límites de Santo Domingo y Santa Rosa de Osos, con las aguas que se forman por la unión de las quebradas afluentes aguas abajo de la represa. Este río recoge importantes corrientes como el río Chico, el río Chocó, el río Quebradona-Candelaria y las quebradas Torura, Donmatías, Juntas, Chorrera, Ahitona, entre muchas otras.
- La segunda sección es el Porce propiamente dicho:

A pesar de que el río Grande confluye en 2 puntos con el río Medellín, el río Porce no surge como tal hasta que la totalidad de las aguas del Grande se hayan unido con las del Medellín, por lo tanto el Porce tiene su nacimiento oficial en el sector Puente Gabino a unos 1.052 m s. n. m. aproximadamente; lugar de la confluencia natural de los 2 ríos. A partir de allí es que se cuenta el tramo real del río, de unos 150 kilómetros aproximadamente en un cañón de exuberante riqueza natural; llena 2 embalses y recibe grandes ríos; entre ellos los ríos Mata, Caná, Riachón y Guadalupe, su principal afluente.
Dsemboca en el río Nechí en el sitio Dos Bocas, (punto limítrofe entre los municipios de Anorí, Cáceres y Zaragoza), este río a su vez desemboca en el río Cauca, cuyas aguas finalmente se vierten en el río Magdalena.

## Fuente de energía eléctrica

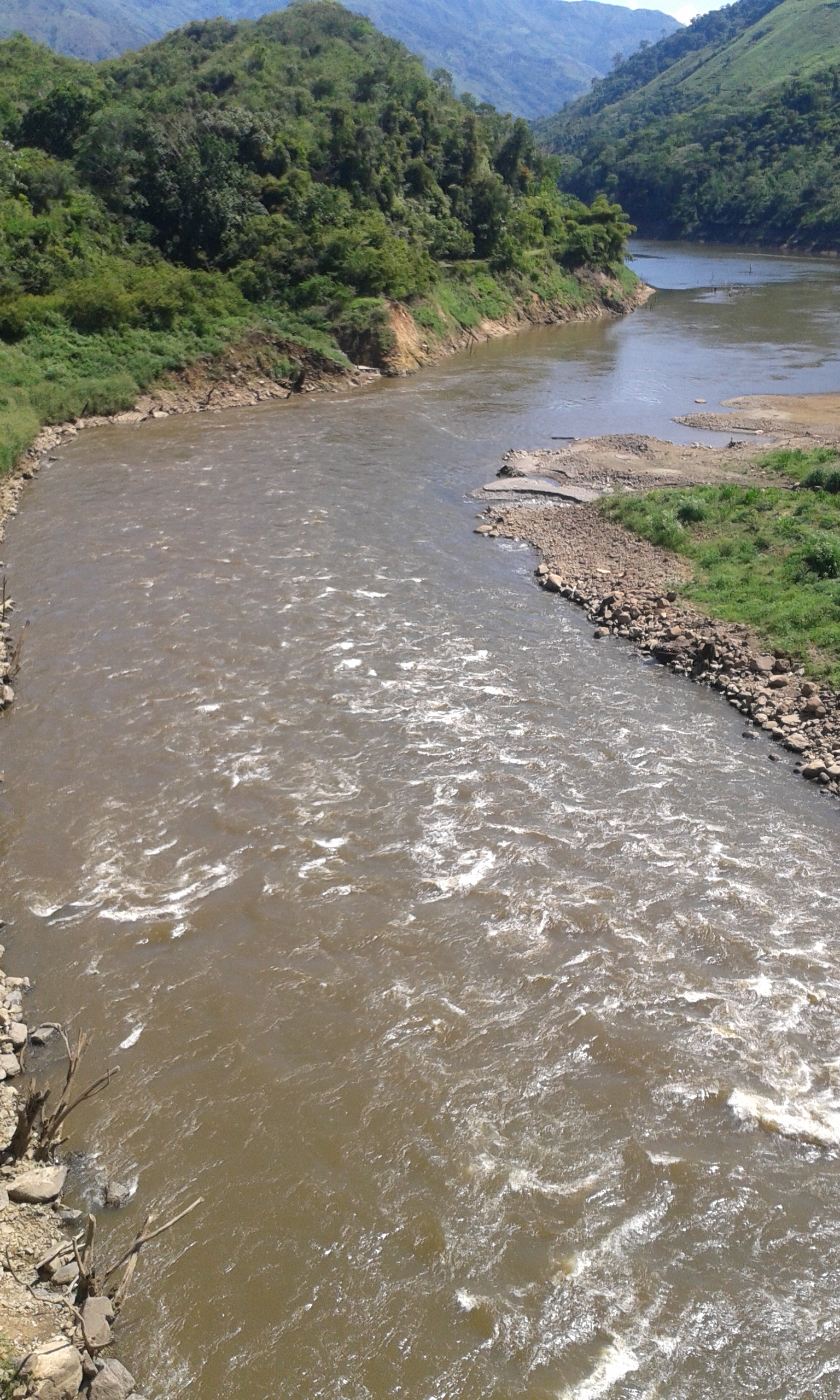
Llegada del río Porce al embalse Porce III.
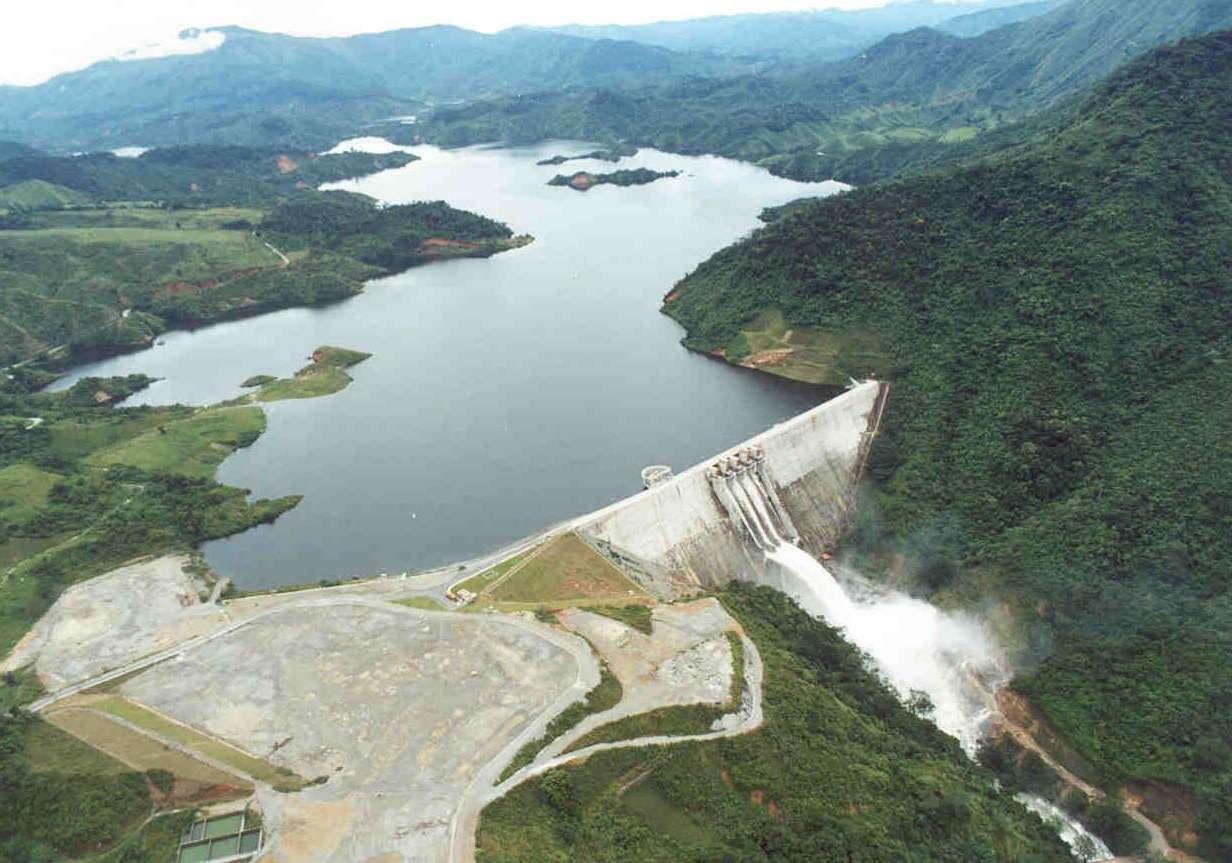
Proyecto Hidroeléctrico Porce II.

El río Porce es la principal fuente de alimentación de varias centrales hidroeléctricas de Antioquia. La central Porce II se encuentra ubicada a una distancia aproximada de 120 km de Medellín por la carretera que de esta ciudad conduce a las poblaciones de Amalfi y Anorí, en el nordeste del departamento. 
Porce II se compone de un embalse con una capacidad total de 149,37 millones de m³, el cual inunda un área de 890 hectáreas, con el nivel normal de operación; es alimentada con las aguas del río Porce y con los vertimientos y descargas de la central hidroeléctrica Riogrande II.
La central se aprovecha de un caudal medio de 113,6 m³/s; posee un salto bruto de 239,7 m, y genera al año 1.600 GWh/año. Posee una capacidad efectiva neta de 405 MW.
En el sitio donde se hizo la desviación del río Porce, se construyó la presa de la central Porce III que tiene una capacidad instalada de 660 megavatios (MW) con 4 unidades generadoras y una subestación de 500kV, interconectada con las subestaciones de Cerromatoso y San Carlos ; es la etapa número 2 del aprovechamiento del río Porce para generación de energía. Porce III queda a 140 km de Medellín, también entre el Norte y Nordeste del departamento de Antioquia, y se llega a esta central por la carretera que conduce hacia Anorí; y la cola del embalse o sitio de llegada del río al mismo está en el corregimiento Puente Acacias de Guadalupe. Está localizado en una zona de gran producción de energía eléctrica, en la cual están situados otros complejos generadores de hidro-electricidad como Riogrande I y II, Guadalupe I yII (cumplieron su vida útil), III y IV, y Porce II. 
Porce IV debía operar en 2015 pero su construcción tuvo graves inconvenientes sociales, por lo cual EPM decidió suspender indefinidamente el proyecto, que sería la última etapa del aprovechamiento del río Porce. 
El río Porce permitió construir las centrales Porce II, Porce III, y posiblemente en un futuro Porce IV. La central Porce I nunca se hizo.

## Afluentes directos
En esta lista aparecen solo los afluentes directos más caudalosos, sin embargo el Porce en cada uno de los municipios que recorre recibe una inmensa cantidad de fuentes de agua de manera directa. En negrita, cursiva y subrayado los ríos que forman el Porce; solo en negrita, los afluentes mayores.
Al Porce desaguan indirectamente los ríos Chico y Chocó a través del río Grande y los ríos Tinitá, Maní y Pocoró a través del río Mata.
| Afluentes por la izquierda        | Municipio de desembocadura     | Afluentes por la derecha            | Municipio de desembocadura |
| --------------------------------- | ------------------------------ | ----------------------------------- | -------------------------- |
| Río Grande (río fuente del Porce) | Donmatías-Santa Rosa de Osos   | Río Medellín (río fuente del Porce) | Donmatías-Santo Domingo    |
| Quebrada La Clara                 | Santa Rosa de Osos-Gómez Plata | Quebrada La Santiago                | Santo Domingo              |
| Quebrada La Caldera               | Gómez Plata                    | Quebrada El Hormiguero              | Yolombó                    |
| Quebrada San Fernando             | Gómez Plata                    | Quebrada Hojasanchas                | Yolombó                    |
| Quebrada La Trapichera            | Gómez Plata                    | Quebrada La Leona                   | Yolombó                    |
| Quebrada El Hatillo               | Gómez Plata                    | Quebrada La Carolina                | Yolombó                    |
| Quebrada La Vega                  | Gómez Plata                    | Quebrada Guaduas                    | Yolombó                    |
| Quebrada La Quebradona            | Gómez Plata                    | Quebrada La Cancana                 | Yolombó-Amalfi             |
| Río Guadalupe                     | Gómez Plata-Guadalupe          | Quebrada Caracolí                   | Amalfi                     |
| Quebrada El Roble                 | Anorí                          | Quebrada La Vívora                  | Amalfi                     |
| Quebrada San Benigno              | Anorí                          | Río Riachón                         | Amalfi                     |
| Quebrada El Aguacate              | Anorí                          | Quebrada Tinitacita                 | Amalfi                     |
|                                   |                                | Río Mata                            | Amalfi-Zaragoza            |
|                                   |                                | Río Caná                            | Zaragoza                   |